# Alisa Freindlih
Alisa Brunovna Freindlih (în rusă Алиса Бруновна Фрейндлих; n. 8 decembrie 1934, Leningrad, RSFS Rusă, URSS) este o actriță sovietică și rusă, care a fost distinsă cu titlul de Artist al poporului din URSS (1981). Este, începând din 1983, o actriță principală a Teatrului de Dramă Tovstonogov din Sankt Petersburg, Rusia.

## Biografie
Alisa Freindlih s-a născut în familia lui Bruno Freindlih, un actor renumit distins cu titlul de Artist al Poporului din URSS. Provine dintr-o familie cu origine germană și rusă. Tatăl ei și rudele paterne erau etnici germani care locuiau în Rusia de mai bine de un secol. În copilărie Alisa Freindlih a urmat cursuri de teatru și muzică la Palatul Pionierilor din Leningrad. A locuit la Leningrd în cursul celui de-al Doilea Război Mondial, supraviețuind celor 900 de zile ale asediului german și și-a continuat studiile școlare după război.
În anii 1950 a urmat studii de actorie la Institutul de Stat de Teatru, Muzică și Cinema din Leningrad, pe care le-a absolvit în 1957. A fost mai întâi actriță la Teatrul Vera Komissarievskaia din Leningrad (1957-1961) și apoi la Teatrul Lensovet (1961-1982). A părăsit colectivul Teatrului Lensovet în 1982 în urma divorțului de directorul Igor Vladimirov. Regizorul Gheorghi Tovstonogov a invitat-o să se alăture trupei Marelui Teatru Dramatic din Sankt Petersburg, din care face parte până în prezent.
Deși Freindlih s-a axat mai mult pe activitatea teatrală, ea a jucat în mai multe filme notabile, printre care comedia populară Office Romance (1977) a lui Eldar Reazanov, filmul epic mult timp interzis Agonia (1975) al lui Elem Klimov și filmul științifico-fantastic Călăuza (1979) al lui Tarkovski. Un alt rol notabil a fost cel al reginei Ana de Austria în serialul sovietic de televiziune D'Artagnan și cei trei muschetari (1978) și în continuările sale rusești, Muschetarii după douăzeci de ani (1992) și Secretul reginei Ana sau muschetarii după treizeci de ani (1993).
Cu ocazia aniversării vârstei de 70 de ani a fost vizitată în apartamentul ei din Sankt Petersburg de președintele Vladimir Putin, care i-a înmânat o decorație de stat a Federației Ruse. Ea a primit, de asemenea, premiul Nika în 2005.
În anul 2019 Alisa Freindlih a apărut în nouă spectacole ale Teatrului de Dramă din Sankt Petersburg, unde este o actriță principală.

## Filmografie
- Unfinished Story (1955)
- Talents and Admirers (1955)
- Immortal Song (1957)
- The City Lightens Up (1958)
- The Story Of Newlyweds (1959)
- Raidul vărgat (1961)
- Fro (1964)
- The First Visitor (1965)
- Adventures of a Dentist (1965)
- The Twelve Chairs (1966)
- To Love (1968)
- The Waltz (1969)
- Madrid (1969)
- Family Happiness (1969)
- Yesterday, Today and Forever (1969)
- The Secret of the Iron Door (1970)
- My Life (1972)
- Acting As (1973)
- Melodies of Vera Quarter (1973)
- The Taming of the Shrew (1973)
- Anna and Commodore (1974)
- The Straw Hat (1974)
- Agony (1974)
- Blue Puppy (voice) (1976)
- 1977 Dragoste și... statistică (Служебный роман), regia Eldar Reazanov
- The Princess and the Pea (1977)
- Agony (1975/1984)
- 1979 Călăuza (Cтaлкep), regia Andrei Tarkovski
- D'Artagnan and Three Musketeers (1978)
- Fata fără zestre (1984)
- A Simple Death (1985)
- Musketeers Twenty Years After (1992)
- The Secret of Queen Anne or Musketeers Thirty Years After (1993)
- On Upper Maslovka Street (2004)
- A Room and a Half (2009)
- The Return of the Musketeers, or The Treasures of Cardinal Mazarin (2009)
- Bolshoi (2017)
- Thawed Carp (2017)

## Premii și onoruri
- Artist emerit al RSFSR (1965)
- Artist al poporului al RSFSR (1971)
- Premiul de Stat „Stanislavski” al RSFSR (1976) - pentru interpretarea rolului Kid în piesa „The Kid and Karlsson-on-the-roof” de Astrid Lindgren[12]
- Artist al poporului al Uniunii Sovietice (1981)
- Ordinul Drapelul Roșu al Muncii (1986)
- Ordinul Prieteniei (17 decembrie 1994) - pentru servicii aduse în scopul dezvoltării statului rus, realizări în domeniul muncii, științei, culturii, artelor, consolidării prieteniei și cooperării între națiuni
- Premiul Nika pentru cea mai bună actriță în rol secundar (filmul Nopți la Moscova, regizat de Valeri Todorovski; 1994)
- Premiul de Stat al Federației Ruse pentru Literatură și Artă pentru anul 1995 (27 mai 1996) - pentru interpretarea remarcabilă a rolurilor din repertoriul clasic
- Premiul de Stat al Federației Ruse pentru Literatură și Artă pentru anul 2000 (6 iunie 2001) - pentru interpretarea piesei Arcadia de Tom Stoppard la Teatrul de Dramă Tovstonogov din Sankt Petersburg
- Cetățean de onoare al orașului Sankt Petersburg (2001)[12]
- Ordinul de Merit pentru Patrie, clasa a IV-a (13 februarie 2004) - pentru contribuția remarcabilă la dezvoltarea artei teatrale rusești
- Premiul Nika pentru cea mai bună actriță (filmul In the Upper Maslovka, regizat de Konstantin Hudiakov; 2005)
- Premiul „Masca de Aur” pentru cea mai bună actriță de teatru (Oscar și Tanti Roz, Teatrul Lensovet; 2006)
- Premiul de Stat al Federației Ruse pentru anul 2007 (19 mai 2008) - pentru crearea unor imagini artistice clasice ale artei teatrale și cinematografice rusești
- Ordinul de Merit pentru Patrie, clasa a III-a (5 februarie 2009) - pentru contribuția deosebită la dezvoltarea artei teatrale rusești și mulți ani de activitate rodnică
- Diploma președintelui Federației Ruse (8 decembrie 2010)
- Ordinul de Onoare (25 septembrie 2014)[13]
- Membru de onoare al Academiei Ruse de Arte

## Legături externe
- Alisa Freindlih la Internet Movie Database
- ru  Fan Club neoficial al actriței Alisa Freindlih
- ru  Alisa Freindlih pe site-ul Peoples.ru
- ru  Eldar Reazanov despre Alisa Freindlih și realizarea filmului Office Romance